# Росіяни в Росії
Росіяни в Росії — російське населення РФ. Росіяни є найбільш численним народом у Російської Федерації.

## Перепис 2002 року
За даними перепису населення 2002 року, в Росії проживало 115,9 млн росіян, що становило 79,8 % населення РФ. Росіяни становили понад 50 % населення у 74 з 89 суб'єктів Російської Федерації. Частка чоловіків серед росіян у Росії — 46 %, жінок — 53 %. Частка міського населення — 77 %, сільського — 23 %. 99,8 % росіян володіють російською мовою.

## Розселення росіян на території Російської Федерації

Відсоток росіян по регіонах РФ у 2010 році.
>80%
70-79%
50-69%
20-49%
<20%

Значна частина росіян живе в центральній частині, на півдні і північному заході Росії, на Уралі. За даними перепису населення 2010 року, серед суб'єктів Російської Федерації найбільший відсоток російського населення відзначений у Брянській області (94,7 %). Частка росіян перевищує 90 % в 30 суб'єктах Федерації — головним чином це області Центрального і Північно-Західного федеральних округів, а також південь Сибіру. Найменше число росіян — в Інгушетії, Чечні і Дагестані (менше ніж 5 %).